# Semangus (Muara Lakitan)
Semangus is een bestuurslaag in het regentschap Musi Rawas van de provincie Zuid-Sumatra, Indonesië. Semangus telt 2081 inwoners (volkstelling 2010).